# Sobre el coll baixista
Sobre el coll baixista (en anglès: Bearish On Neck) és un patró d'espelmes japoneses format per dues espelmes que indica continuïtat de la baixista. És la versió de la Línia penetrant alcista i la Línies retrobades alcistes, perquè en aquestes dues la força dels bulls supera, o iguala, a la dels bears, mentre que en el patró Sobre el coll baixista l'atac dels bulls acaba en fracàs, possibilitant una continuació de la tendència baixista.

## Criteri de reconeixement
1. La tendència prèvia és baixista
2. Es forma una gran espelma negra
3. El segon dia els preus obren amb un fort gap a la baixa
4. Però els preus comencen a pujar i es forma una espelma blanca
5. Tot i així l'espelma blanca no pot tancar el gap baixista i la sessió acaba tancant en negatiu

## Explicació
En un context de tendència baixista, l'obertura el segon dia amb un gran gap baixista confirma la continuació de la tendència, però pràcticament immediatament els bulls comencen a mostrar la seva força i els preus comencen a pujar. Tot i així aquests no tenen prou força com per omplir el gap, i la sessió, malgrat ser una espelma blanca, acaba tancant en negatiu respecte al dia anterior. La poca força dels bulls indica que possiblement la tendència a la baixa continuarà.

## Factors importants
És important comprovar que no es produeix augment significatiu del volum en l'espelma blanca. És imprescindible que el gap baixista format no sigui omplert en cap moment, de manera que actua com a poderosa resistència. És un patró similar a la Línia penetrant alcista i a la Línies retrobades alcistes, però no s'ha de confondre amb aquests. La força dels bulls ha estat insuficient, i si es produeix confirmació l'endemà en forma gap baixista o espelma negra amb tancament inferior la tendència a la baixa continuarà.